# Steinkogel (Grazer Bergland)
Der Steinkogel ist ein 742 m ü. A. hoher Hügel im westlichen Teil des Grazer Berglandes im österreichischen Bundesland Steiermark. Er befindet sich im Nordwesten der Landeshauptstadt Graz und bildet deren zweithöchste Erhebung.

## Lage und Umgebung
Der Steinkogel bildet zusammen mit dem Generalkogel ein kleines Massiv zwischen Plankenwarth und Gösting, das in der Literatur als Steinkogel-Frauenkogel-Zug beschrieben wird. Weitere bekannte Erhebungen sind der Frauenkogel bei Straßengel und der Göstinger Ruinenberg. Begrenzt wird der Hügelkamm im Norden vom Gratkorner Becken, im Osten von Murtal, im Süden vom Thaler Becken und im Westen von Luttengraben und Rötzgraben. Der eigentliche Gipfel ist – wie der gesamte Höhenzug – dicht bewaldet und unscheinbar, bildet aber nach dem Fürstenstand die zweithöchste Erhebung im Grazer Stadtgebiet. Er ist Teil des Landschaftsschutzgebiets Westliches Berg- und Hügelland von Graz (LSG-39).

## Geologie und Geomorphologie
Der Steinkogelzug besteht aus mitteldevonischen Kalken und Dolomiten der Rannach-Fazies, die im Wesentlichen von Ost nach West bzw. Nordost nach Südwest streichen und flach bis mittelsteil gegen Norden bis Nordwesten einfallen. Der durch den tief eingeschnittenen Thaler Bach getrennte Plabutsch gehört derselben Lithologie an.
Am Hügelkamm besteht zwischen 680 und 700 m ü. A. ein flächenhaft verbreitetes Niveau, das sich im Bereich des Steinkogels als stark verkarstete Verflachung präsentiert. Es zeigen sich zwei Formen von Karsterscheinungen; zum einen flachkegelförmige Kuppen, darunter Steinkogel, Generalkogel und Straßengelberg, zum anderen teilweise große Dolinen. Die Kuppen treten sowohl im Kalk als auch im Dolomit auf und überragen das oberste Niveau um 30 bis 40 m. Sie sind mit Schutt überdeckt und wurden durch periglaziale Prozesse abgeflacht. Herbert Paschinger vermutet darin einen stark überformten Kegelkarst, der dem feucht-warmen, subtropischen Klima des oberen Miozän entspricht. Den Ursprung des Niveaus sieht er daher anders als sein Vordenker Arthur Winkler-Hermaden vorpannon. Die Kegel, wie sie auch auf der Tanneben oder am Hochlantsch zu beobachten sind, bildeten sich Paschinger zufolge bei häufiger Inundierung aus weiten Karstflächen in tiefen Niveaus.
Die Dolinen greifen in die Flanken der Kuppen mit Steilhängen ein, woraus sich schließen lässt, dass die Hohlformen zeitlich später entstanden. Außerdem fehlt ihnen die pannone Schotterdecke. Einige von ihnen gehen wohl auf die Wiederausräumung des Grazer Beckens im mittleren Pliozän zurück. In die recht flachen Dolinen mit Durchmessern von 100 bis 300 m sind kleinere, steile Dolinen vermutlich holozäner Entstehung eingesenkt. Auf der Südseite des Steinkogels finden sich zudem einige Ponore.